# Pfalz D.VIII
Pfalz D.VIII – niemiecki dwupłatowy samolot myśliwski z okresu I wojny światowej, zaprojektowany i zbudowany w wytwórni Pfalz Flugzeugwerke GmbH. Maszyna wzięła udział w pierwszym konkursie samolotów myśliwskich klasy D w Adlershofie na początku 1918 roku, po którym Idflieg złożył zamówienie na 120 egzemplarzy seryjnych. Do końca wojny wyprodukowano 40 egzemplarzy D.VIII, które używane były bojowo przez Luftstreitkräfte od kwietnia 1918 roku.

## Historia
Opracowany w końcu 1917 roku w zakładach Pfalz Flugzeugwerke GmbH projekt dwupłatowego samolotu myśliwskiego Pfalz D.VIII wykorzystywał kadłub trójpłatowego myśliwca Pfalz Dr.I i ten sam napęd, w postaci birotacyjnego silnika gwiazdowego Siemens-Halske Sh.III o mocy 118 kW (160 KM). W przeciwieństwie do niemal identycznego D.VII w D.VIII zastosowano mocniejszą dwuprzęsłową komorę płatów, usztywnionych rozpórkami i drutem, odchodząc od używanego w modelu Pfalz D.III układu konstrukcyjnego zapożyczonego z francuskich myśliwców Nieuporta.
Prototyp myśliwca został poddany badaniom w locie na początku 1918 roku, uzyskując dobrą prędkość wznoszenia (16,5 minuty na wysokość 6000 metrów), choć ustępując w tym D.VII ze względu na większą masę. W lutym 1918 D.VIII, wraz z dwoma innymi myśliwcami z wytwórni Pfalz – D.VI i D.VII, wziął udział w pierwszym konkursie samolotów myśliwskich klasy D w Adlershofie. Pomimo że rywalizację wygrały ex aequo Pfalz D.VII wraz z Fokkerem D.VII, po wykonaniu prób statycznych Idflieg złożył jednak zamówienie na mający zbliżone osiągi model Pfalz D.VIII o mocniejszej konstrukcji skrzydeł, lepiej sprawującej się przy gwałtownych manewrach bojowych. Oprócz wersji z silnikiem Siemens-Halske Sh.III D.VIII testowano z innymi jednostkami napędowymi (Oberursel U.III o mocy 145 KM i Goebel Goe.III o mocy 200 KM), dwu- i czterołopatowymi śmigłami, jak też z niewyważonymi i wyważonymi lotkami, umieszczonymi na górnym płacie.
W lutym 1918 roku Pfalz Flugzeugwerke otrzymał zamówienie na 120 egzemplarzy seryjnych D.VIII z silnikami Siemens-Halske Sh.III o numerach od D.100/18 do D.219/18, z czego do końca wojny ukończono 40 egzemplarzy.

## Użycie
Niewielkie ilości myśliwców Pfalz D.VIII zaczęły trafiać na front w kwietniu 1918 roku, ale nie zostały one od razu dopuszczone do walki, prawdopodobnie z powodu problemów z silnikami. Dopiero w czerwcu maszyny pojawiły się w jednostkach bojowych Luftstreitkräfte, służąc w Jagdstaffel 2, Jagdstaffel 29 i Jagdstaffel 56. W końcu sierpnia na froncie było w użyciu 19 egzemplarzy D.VIII. Brak jest dostępnych szczegółów na temat historii bojowej Pfalzów D.VIII, jednak na podstawie relacji pilotów uczestniczących w przeprowadzonym między 27 maja a 28 lipca 1918 roku drugim konkursie samolotów myśliwskich Pfalz D.VIII był równy Siemens-Schuckert D.IV pod względem prędkości i wznoszenia, ale gorszy od niego pod względem zwrotności. Ze względu na te właściwości myśliwiec nadawał się bardziej do jednostek obrony powietrznej (niem. Kampfeinsitzer StaffeIn) jako myśliwiec przechwytujący i część maszyn była w tym charakterze używana.

## Opis konstrukcji i dane techniczne

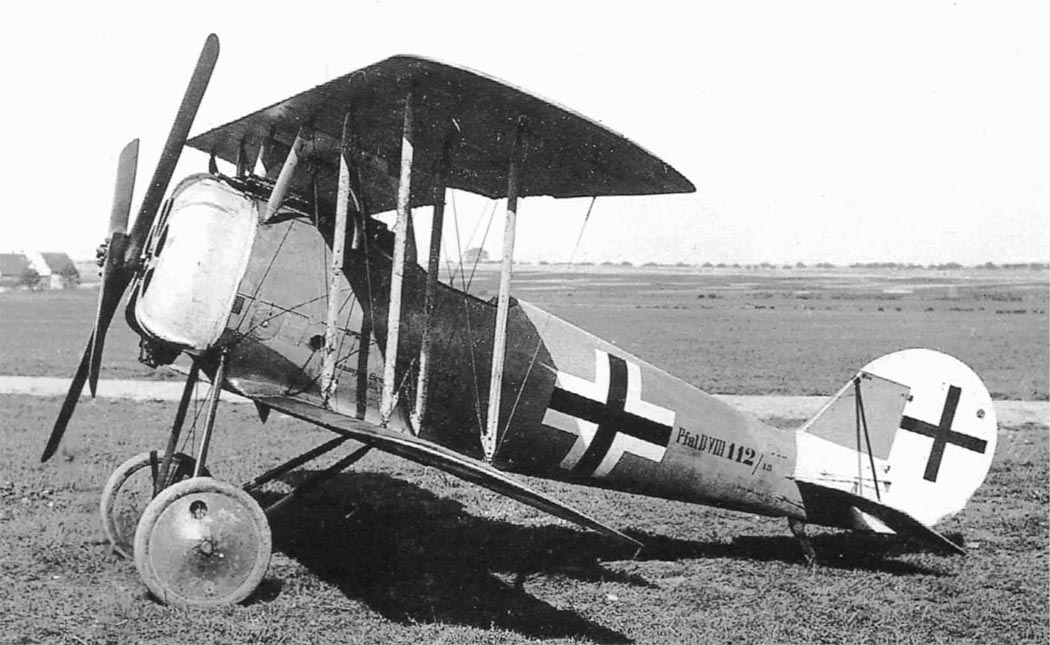
Seryjny myśliwiec Pfalz D.VIII nr 112/18

Pfalz D.VIII był jednosilnikowym, jednomiejscowym dwupłatem myśliwskim. Długość samolotu wynosiła 5,65 metra, a jego wysokość 2,85 metra. Rozpiętość skrzydeł wynosiła od 7,52 metra (górne) do 6,98 metra (dolne), zaś ich cięciwy 1,3 metra. Odległość między skrzydłami górnym i dolnym wynosiła 1,45 metra, a przesunięcie płatów w poziomie 0,25 metra. Powierzchnia nośna wynosiła 17,12 m². Masa własna wynosiła 542 kg, zaś masa całkowita (startowa) 767 kg.
Napęd stanowił chłodzony powietrzem 11-cylindrowy birotacyjny silnik gwiazdowy Siemens-Halske Sh.III o mocy 118 kW (160 KM). Prędkość maksymalna wynosiła 180 km/h. Długotrwałość lotu wynosiła 1,5 godziny. Maszyna osiągała wysokość 1000 metrów w czasie 1,5 minuty, 2000 metrów w 3,5 minuty, 3000 metrów w 5,8 minuty, 4000 metrów w 8,4 minuty, zaś na osiągnięcie 5000 metrów samolot potrzebował 11,1 minuty. Pułap wynosił 7500 metrów.
Myśliwiec uzbrojony był w dwa stałe zsynchronizowane karabiny maszynowe LMG 08/15 kalibru 7,92 mm.